# Trialometano
Il Trialometano è un composto nel quale tre atomi di idrogeno della molecola di metano (CH4) sono sostituiti con atomi di uno o più alogeni. Se i tre idrogeni sono sostituiti con tre atomi dello stesso alogeno, allora il composto viene detto aloformio: cloroformio (CHCl3), bromoformio (CHBr3), iodoformio (CHI3), fluoroformio (CHF3).

I trialometani, ed in particolare i clorofluorocarburi, sono altamente dannosi per l'ambiente e l'atmosfera; molti inoltre sono considerati cancerogeni.

## Composti principali
| Formula molecolare | Nome IUPAC          | Numero CAS | Nome comune                    | Molecola              |
| ------------------ | ------------------- | ---------- | ------------------------------ | --------------------- |
| CHF3               | Trifluorometano     | 75-46-7    | Fluoroformio (Freon 23)        | Fluoroform            |
| CHClF2             | Clorodifluorometano | 75-45-6    | Clorodifluorometano (Freon 22) | Chlorodifluoromethane |
| CHCl3              | Triclorometano      | 67-66-3    | Cloroformio                    | Chloroform            |
| CHBrCl2            | Bromodiclorometano  | 75-27-4    | Diclorobromometano             | Bromodichloromethane  |
| CHBr2Cl            | Dibromoclorometano  | 124-48-1   | Clorodibromometano             | Dibromochloromethane  |
| CHBr3              | Tribromometano      | 75-25-2    | Bromoformio                    | Bromoform             |
| CHI3               | Triiodometano       | 75-47-8    | Iodoformio                     | Iodoform              |

## Usi

### Refrigeranti
I trialometani sono utilizzati industrialmente come fluidi refrigeranti, in sostituzione ai clorofluorocarburi (CFC): rispetto a questi ultimi sono infatti più reattivi, e nell'atmosfera si decompongono prima di raggiungere l'ozonosfera, provocando relativamente meno danni ambientali rispetto ai CFC. 

La decomposizione dei trialometani provoca comunque la creazione di radicali liberi nell'alta atmosfera, portando di conseguenza al danneggiamento dello strato di ozono.

### Solventi
I trialometani sono comunemente utilizzati come solventi in chimica organica, data la loro marcata apolarità, che li rende particolarmente adatti alla dissoluzione o all'estrazione di sostanze organiche.
Malgrado la sua cancerogenicità, il cloroformio è molto utilizzato in laboratorio, essendo comunque meno tossico del tetracloruro di carbonio.